# Senotainia syczewskajae
Senotainia syczewskajae är en tvåvingeart som beskrevs av Boris Borisovitsch Rohdendorf och Yu. G. Verves 1980. Senotainia syczewskajae ingår i släktet Senotainia och familjen köttflugor.
Artens utbredningsområde är Mongoliet. Inga underarter finns listade i Catalogue of Life.